# AGM Sports Cars
AGM Sports Cars Limited war ein britischer Hersteller von Automobilen.

## Unternehmensgeschichte
Alan Whitehead und Glynis Whitehead gründeten am 16. Dezember 2003 das Unternehmen in Barnsley in der Grafschaft South Yorkshire. Sie begannen mit der Produktion von Automobilen und Kits. Der Markenname lautete AGM. Am 23. Dezember 2014 wurde das Unternehmen aufgelöst. Insgesamt entstanden über 30 Fahrzeuge.

## Fahrzeuge

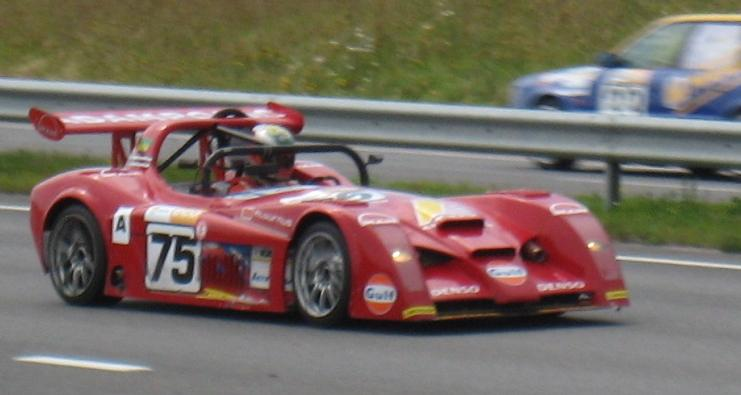
Der AGM WLR, Gesamtsieger 2007 des 1000-km-Rennen von Palanga

Das erste Modell war der WLR. Dies war ein offener zweisitziger Rennsportwagen mit Straßenzulassung. Verschiedene Vierzylindermotoren von Ford und V8-Motoren von Rover standen zur Verfügung. Viele Teile kamen vom Ford Sierra. Von diesem Modell entstanden bis 2014 etwa 30 Exemplare.
Technisch ähnlich war der Revolution-X. Die Fahrzeugfront war im Stil des Lotus Seven gehalten. Allerdings waren die hinteren Kotflügel vollständig in die Karosserie integriert. Das Fahrzeug wurde 2005 erstmals präsentiert und danach jahrelang angeboten. Dennoch ist nur ein Fahrzeug überliefert.
Der Ron Champion war lediglich die Karosserie aus Fiberglas für ein Fahrzeug nach Art des Lotus Seven. Das Fahrgestell musste der Käufer selber organisieren. Trotzdem fanden sich ab 2008 etwa 50 Käufer.
Der Haynes Roadster erschien 2011, war genauso konzipiert und fand etwa zehn Käufer.